# هاري جيمس بيتر
هاري جيمس بيتر (بالإنجليزية: Harry James Angus)‏ هو مغن مؤلف أسترالي، ولد في 11 يونيو 1982 في ملبورن في أستراليا.

## وصلات خارجية
- هاري جيمس بيتر على موقع IMDb (الإنجليزية)
- هاري جيمس بيتر على موقع ميوزك برينز (الإنجليزية)
- هاري جيمس بيتر على موقع ديسكوغز (الإنجليزية)
- هاري جيمس بيتر على موقع قاعدة بيانات الفيلم (الإنجليزية)